# 慕尼黑男子体操俱乐部
慕尼黑1879男子体操俱乐部（德語：Männer-Turn-Verein München von 1879 e.V.）是一家总部设于慕尼黑的德国体育俱乐部。它宣称自身为慕尼黑最大的群众性体育运动俱乐部，截至2009年4月拥有7000名会员。其下属部门曾在德国国内及国际上取得成功。